# 神谷宏治
神谷 宏治（かみや こうじ、1928年8月7日 - 2014年10月2日
）は日本の建築家、都市計画家。丹下健三の下で浅田孝、大谷幸夫、磯崎新らと共に都市と建築の設計に従事し、丹下が主宰したURTEC（（株）都市・建築設計研究所）の初代代表取締役（1961-1971）として活躍。丹下の最高傑作と目される国立代々木競技場（1964）の設計チーフを務めた。退社後、日本大学教授としてコーポラティブハウスを発展させたコープタウンの普及に尽力し、丹下の建築哲学の継承という難題に貴重な手がかりを与えた。日本建築学会特別賞（国立代々木競技場）、建築業協会賞（香川県立体育館）、科学技術庁長官賞（万国博大屋根の巨大架構）。日本大学名誉教授。NPO全国コープ住宅推進協議会元理事。2014年10月2日、胃がんのため死去。『幻の東京計画 ～首都にありえた３つの夢～』（BSプレミアム、2014年10月11日放送）への出演が公の場に姿を現した最後の場となった。

## 年譜
- 1928年 - 8月7日東京生まれ。
- 1949年 - 旧制静岡高等学校卒業。入学時の同級に岡田新一が在籍。
- 1952年 - 東京大学工学部建築学科卒業。同大学大学院（旧制）に在籍。丹下健三研究室に於いて、建築・都市設計の研究に従事。学部の同級に槇文彦が在籍。
- 1957年 - 大学院修了。引き続き丹下研究室で研究に従事。
- 1961年 - （株）都市・建築設計研究所を設立、代表取締役に就任。
- 1965年 - 日本建築学会特別賞、建設業協会賞（オリンピック国立代々木競技場）。
- 1966年 - 建設業協会賞（香川県立体育館）。
- 1970年 - 科学技術庁長官賞（万国博大屋根の巨大架構）、日本建築学会万国博特別賞（基幹施設のレイアウト）。
- 1971年 - URTEC退職後、(株)神谷宏治計画・設計事務所を設立、代表取締役に就任。
- 1972年 - 日本大学生産工学部教授に就任。
- 1974年 - 東京大学非常勤講師を兼任（75年まで）。
- 1977年 - （株）神谷宏治計画・設計事務所を改組し、神谷・荘司計画設計事務所に変更、顧問に就任。第22回神奈川県下建築コンクール特別賞・優秀賞（SSビル）。
- 1978年 - 第24回神奈川県下建築コンクール最優秀賞（川崎市民プラザ）。
- 1983年 - 第28回神奈川県下建築コンクール優秀賞（川崎市葬祭場）。
- 1993年 - IAKS GOLD AWARD 1993, Köln（ヨネッティ王禅寺）。
- 1994年 - 日本大学生産工学部学術賞（ヨネッティ王禅寺）。
- 1998年 - 日本大学教授を定年退職。名誉教授。同大学非常勤講師。
- 1999年 - 心臓病のため、神谷・荘司計画設計事務所を解散、顧問を退任。
- 2000年 - 日本大学非常勤講師を退任。
- 2001年 - NPO全国コープ住宅推進協議会副理事長に就任。
- 2014年 - 10月2日胃がんのため86歳で死去。

## 業績
1954年以降、神谷は浅田孝、沖種郎等と共に香川県庁舎の設計に励み、現場監理を担ったが、この庁舎は東京都庁舎（有楽町、1952年コンペ一等、1958年竣工）のコア形式、モデュロール、ピロティ、外装において発生した諸矛盾を止揚させた公共建築であった。神谷が設計段階から特に力を注いだのが施工段階で追加発注された庭園部分で、コア部分に設えられた猪熊弦一郎の陶版に呼応する近代的な日本庭園を如何に生み出すかが焦点となった。結果として、金子正則知事の支援、県建築課の山本忠司の協力、庵治の石職人たちの技量によって評価の高い庭が出来た。しかし、1997年の県庁舎増築建設に際し、この庭園は県民室前の長方形の池を除き一度撤去され、後に再建されたが、忠実に再現されておらず、現在は著しく作庭の質が落ちている。
神谷は香川県庁舎の竣工後、香川県営住宅である一宮団地の設計に取りかかる。ここで神谷が設計の基本に据えたのが丹下モデュロールであり、各戸の居間／各戸の庭／広場／団地全体を一定の数学的秩序（身体規範に則った階層的スケール）のもとに組立てようと試みている。更に設備が組み込まれた塀をデザインする事で幾つかの住戸ごとにグルーピングし、雁行させることで流動的な公共空間を生み出し、封建社会を抜け出すコミュニティ形成が目論まれたが、厳しい予算の前に多機能的な塀は実現しなかった。後に神谷は東京計画1960の住居棟計画も担当するが、一宮と同様に丹下モデュロールを規範としつつシステマティックなデザインを行っている。東京計画が秩序の中に自由を求める構成法であったとすれば、一宮は自由の中に秩序を求める構成法であり、当時の丹下研究室の理論的な幅と奥行きを考える上で興味深い。その後、一宮団地は神谷が去った後のURTECが改築し、各住戸前に駐車場が据えられ、外観上に当時のデザインの面影を見て取れるが、その背景となった思想哲学は完全に忘却されている。
丹下研は坪井善勝研究室とパートナーを組み、50年代末までに広島子供の家（朝顔型）、愛媛県民館（球形）、駿府会館（HP）など画期的なシェル構造を次々と実現させて行った。当時、丹下研の注目を集めていたのがエーロ・サーリネンのみならずノヴィッキーのアリーナであり、屋根だけでなく観客スタンド部分さえシェルの一部として看做した点が注目された。
神谷は日本でオリンピックが開かれることを知るや「より高次な大スパン架構の競技場が要請される」と直観する。そこで丹下とともに研究室の大学院生を駆使して世界各国の屋根付き競技場を調査させた結果、極めて閉鎖的な競技場が多く、日本で実現した場合に地震時にパニックに陥ることが想定された。ここから、避難動線が明快な平面計画（後の巴型プラン）を大前提に設計をスタートさせる。計画当初、国立代々木競技場の予算は国際的水準に比べて極めて安価に設定されており、基本設計段階から大幅な予算超過と技術的困難が見込まれたが、岸田日出刀・東大教授や小場晴夫・建設省関東地方建設局営繕部長、大蔵省、文部省体育局の理解を得て、実現にこぎつける。この建築が丹下の最高傑作と呼ばれる所以は、意匠、構造、設備、音響、防災等のチームとの密接な協働作業が実現出来たこと、ゼネコン、サブコンの惜しみない協力体制を得られたことに求められよう。さらに丹下の建築哲学に共鳴しながら基本構想を練り上げ、丹下研スタッフを束ね、代々木を期限内に実現に導いた神谷の力量は賞賛に値する。代々木の実施期間中に平行して設計したのが香川県立体育館であり、敷地の地盤が悪いことを前提として、スタンド部分を大きく反り上げて四つ足で支える代々木のスタディ模型を応用することで決着した。ここでは屋根以上に観客スタンド床の裏面にデザインの力点が置かれている。
1970年に開催された大阪万博において、プロデューサーである丹下に協力建築家（12名）の一人として指名された神谷は大屋根デザインを担当し、坪井研究室の川口衛と協働しボールジョイント（鋳物）を積極的に採用したが、これに強い関心を持ったのがピーター・ライスであった。ピーターと神谷は1969年から既に親交があり、大屋根の情報を事前に得ていた。ピーターは万博修了後の現場を訪れ、大屋根を前にして、これからの構造表現として鋳物の可能性を確信するに至った。この経験が後にポンピドゥー・センターのファサードデザインに大きな影響を及ぼした点で戦後日本建築は20世紀近代建築の発展に欠かすことの出来ない役割を果たし、ケネス・フランプトンの評価以上の重要性があると言える。
丹下と神谷の思想的な相違点として現われるのが60年代の公共投資への理解であり、前者がウォルト・ロストウのテイク・オフ理論にしばしば言及し、オリンピック後に東海道メガロポリスを世に問うたことは広く知られている。一方の後者は1965年の段階でオリンピック投資が経済成長主義を象徴化し、「それらの構築物のデザインは古典的な経済優先思想と、素朴な効率主義のデザインによって支えられており、現代の文明的状況と正面から取り組むことを回避している」と論難している。しかし1972年3月、ローマクラブの会員として「成長の限界」の内容を知った丹下は事務所に戻るや神谷にその重大性を説き、その内容を確認するよう勧めている。神谷は報告書から甚大な影響を受け、エネルギー資源の限界に呼応した持続可能な地域生活圏の確立が急務であると認識し、1971年にURTECを退社した後、単なる郊外型田園都市ではなく、近隣住民の協同性を期待したコーポラティブなライフスタイル（コープタウン）を模索し始める。これは大平正芳首相の田園都市構想や第三次全国総合開発計画（三全総）の定住圏構想といった時代の潮流に符合する発想であったが、エネルギー資源の枯渇への危機感において異なっていた。
神谷はURTECを引退後に荘司孝衛と共に設計活動に従事し、川崎市民プラザや多くの養護施設、集合住宅に携わった。それらに一貫する設計思想として、中心に集う空間を設け、それに付随する諸機能を卍型に展開させて行く手法が挙げられる。こうした傾向はURTEC在籍時に設計した神谷自邸にその典型例を見る事が出来る。神谷は「都市のコア」ならぬ「生活空間のコア」として建築の原型を絶えず思考していた、と言えよう。丹下と神谷が再び公の場で接点を持つのは70年代末の鈴木俊一都知事の「マイタウン東京」であり、丹下は鈴木都政における市民参加の切り札の一つとして神谷のコープタウンに着眼していた。神谷は鈴木都政下のマイタウン構想懇談会でコープタウンの思想と手法を開示し、東京都住宅供給公社主導のもとで幾つかの実例を完成させている。しかし、バブル崩壊と鈴木都政の終焉によりコープタウンづくりも中止されて今日に至っている。丹下がその意義を認めつつも自らは手を出さなかった、持続可能な近隣社会づくりへの実践と研究を神谷は続けており、最近では対象地域を都市から農村へ移しつつある。
かつて丹下は「美しきもののみ機能的である」というテーゼを打ち出し、建築の永遠性を問うたが、最近の神谷は「美しきもののみ持続的である」として、丹下の思想を換骨奪胎する。この結果、真に丹下テーゼを批判的に継承発展させた建築家の一人として神谷が挙げられ、市民参加と持続可能性が問われる21世紀の建築家像に重要な問題提起を行っていると考えられる。

## 主要作品
- 1973年5月 静岡県榛原町・重度心身障害施設　「やまばと成人寮」（牧ノ原やまばと学園）
- 1976年8月 船橋市・日本大学生産工学部実験棟（日本大学）
- 1976年9月 横浜市保土ヶ谷区・レストランかわら亭（佐藤昌夫）
- 1977年8月 大阪市南区・服飾工房クロ（早瀬萬里子）
- 1979年4月 川崎市高津区・川崎市指定都市記念　市民プラザ（川崎市）
- 1981年5月 静岡県榛原町・特別養護老人ホーム　聖ルカ・ホーム（牧ノ原やまばと学園）
- 1981年6月 横浜市金沢区・金沢シーサイドタウン並木2丁目団地（日本住宅公団関東支社）
- 1983年3月 諏訪市上諏訪・県営住宅（ハイツ諏訪）基本・実施設計（長野県）
- 1983年3月 川崎市川崎区・川崎球場及び周辺環境整備計画に関する基本構想（川崎市）
- 1984年3月 東京都住宅供給公社・コープタウン松が谷（八王子市松が谷）
- 1985年3月 川崎市高津区・川崎市立葬祭場斎場（川崎市）
- 1986年3月 三島市・静岡県営住宅壱町田やまがみ団地（静岡県）
- 1986年3月 島田市・やまばと学園垂穂寮（牧ノ原やまばと学園）
- 1987年8月 世田谷区・コーポラティブハウス上野毛（東京都住宅供給公社）
- 1990年4月 川崎市・王禅寺ヨネッティ（川崎市麻生区）
- 1992年2月 八王子市南大沢・多摩NT、15‐6ブロック建築工事その他監理業務（住宅・都市整備公団）
- 1993年3月 八王子市別所・都公社長池コープタウン総合コーディネイト（東京都住宅供給公社）
- 1993年9月 川崎市麻生区・川崎市第三庁舎（川崎市）
- 1993年9月 川崎市麻生区・調布学園女子短期大学図書館（調布学園）

## 主要文献（共著）
- 『日照調整』（日本建築学会、1954年）
- 『新しい住まいとコミュニティ』（ダイヤモンド社、1978年）
- 『新編　建築学ポケットブック　「スポーツ施設」』（オーム社、1984年）
- 『日本大学創立90周年記念出版　日本文化の原点の総合的探求9—「建築・都市」』（日本評論社、1985年）
- 『コーポラティブハウジング』（鹿島出版会、1988年）
- 『建築　私との出会い1』（彰国社、1988年）
- 『デザイナーの旅』（岡村製作所、1989年）
- 『建築設備集成 9 第一章スポーツ施設の概要』（オーム社、1990年）
- 『「成長の限界」からカブ・ヒル村へ ドネラ・H・メドウズと持続可能なコミュニティ』（生活書院、2007年）

## 注記
1. ↑  訃報:神谷宏治さん86歳＝建築家、日本大名誉教授 著名人の葬儀 2014年10月4日
2. ↑  「香川県庁舎庭園：鉄骨鉄筋コンクリート造りの近代ビルにどんな庭園がにつかわしいかという難問に対する見事な解答の実例の一つである。よほどの広がりでもない限り、かぼそい植木や芝生だけでは位負けしてしまうし、従来の自然風景的石組にこだわると、建築のもつ強い線や立面とは融合しにくい。方池に建築的な橋を架け、水中に人巧でかいた石を置いたねらいは抜群である。」森蘊「150香川県庁舎の庭」『日本の庭園2：庭園とその建物』No.34 p.112。
3. ↑  「1万5千人という大観衆をどうさばくかというむずかしい水平的および立体的課題も、水の流れるようにスムースな動線の計画によって、巧みに解決してあるし、柱1本ない室内空間の構成という構造上の困難な課題も、吊屋根構造という斬新且つ合理的な手法によってみごとに解決してあり、その他照明・音響・空気調和等の建築的諸設備も、みなみごとに工夫計画されている。ここで、坪井善勝・井上宇一両教授・神谷宏治氏のすぐれた技術的建築的才能が高く評価され、更にその監理の衝に当った建設省の小場晴夫営繕局長や、その建設施工を担当した清水建設株式会社や大林組の苦心もたいへんなものであった。」岸田日出刀「オリンピック代々木競技場および駒沢公園の企画・設計ならびに監理」『建築雑誌』1965.08　p.611。
4. ↑  神谷宏治「オリンピック投資の性格」『建築雑誌』196505　p.10。
5. ↑  「私の恩師、丹下健三教授がこの報告・検討会に出席、帰国後「君、この報告書を読みなさい」と手渡された。報告書は、その後の私の建築家としての姿勢に、かなりの影響を与えるものとなった。」神谷宏治「第一章　国連人間環境会議、『成長の限界』、カブ・ヒル村」『「成長の限界」からカブ・ヒル村へ　ドネラ・H・メドウズと持続可能なコミュニティ』生活書院　2007年p.25